# Пінон сулуйський
Пі́нон сулуйський (Ducula pickeringii) — вид голубоподібних птахів родини голубових (Columbidae). Мешкає на островах Індонезії, Малайзії і Філіппін. Вид названий на честь американкського натураліста Чарлза Пікерінга.

## Опис
Довжина птаха становить 40 см, враховуючи хвіст довжиною 21,7-22 см. Самиці дещо менші за самців. Голова, шия і нижня частина тіла рожевувато-сірі, груди і горло рожеві, задня частина шиї сіра. Навколо очей світлі кільця. Спина, надхвістя і крила сірувато-коричневі з легким зеленим відблиском. Хвіст темно-зелений. Гузка рожевувато-сіра з червонуватим відтінком. Райдужки червоні, лапи малинові. Молоді птахи мають більш сіре забарвлення, зелений відблиск у їх оперенні відсутній, рожевий відтінок на голові і нижній частині тіла менш виражений.

## Поширення і екологія
Сулуйські пінони мешкають на островах архіпелагу Сулу, на островах Міангас, Дераван і Талауд та на інших дрібних острівцях біля північного узбережжя Калімантану. Вони живуть у вологих рівнинних тропічних лісах, в мангрових лісах, в садах і на плантаціях. Зустрічаються поодинці або парами, іноді невеликими зграйками. Живляться плодами. Ведуть кочовий спосіб життя, долають простори морів Сулу і Сулавесі в пошуках сезонних плодів.

## Збереження
МСОП класифікує цей вид як вразливий. За оцінками дослідників, популяція сулуйських пінонів становить від 1500 до 7000 птахів. Їм загрожує знищення природного середовища.